# Exposición antimasónica
La Gran exposición antimasónica (en serbio: Antimasonska izložba) fue el nombre de una exposición antimasónica y antisemita que se realizó el 22 de octubre de 1941, en Belgrado, Serbia ocupada. Unas 80.000 personas visitaron la exposición.

## Trasfondo

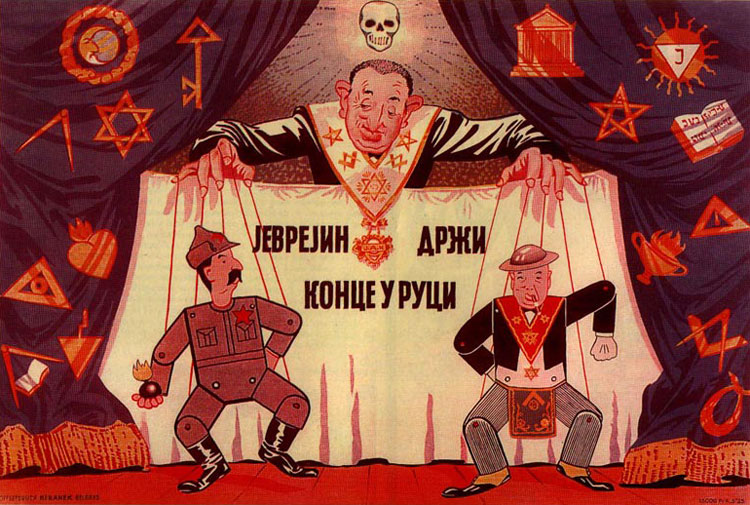
Cartel de la exposición antimasónica.

El 6 de abril de 1941, las fuerzas del Eje invadieron el Reino de Yugoslavia. El mal entrenado y mal equipado Ejército Real Yugoslavo fue rápidamente derrotado. Después el país fue desmembrado, con el Ejército alemán estableciendo el Territorio del Comandante Militar en Serbia bajo un gobierno de ocupación militar. El territorio incluía la mayor parte de Serbia Central, con la adición del norte de Kosovo (alrededor de Kosovska Mitrovica), y el Banato. Fue la única zona de la Yugoslavia ocupada donde los alemanes instalaron un gobierno militar. Esto se hizo para explotar las importantes rutas ferroviarias y fluviales que pasaban a través del territorio, así como sus valiosos recursos, especialmente los metales no-ferrosos. El Comandante Militar en Serbia nombró gobiernos títere serbios para "llevar a cabo tareas administrativas bajo dirección y supervisión alemana". Los alemanes también promovieron al fascista Movimiento Nacional Yugoslavo (Zbor), liderado por Dimitrije Ljotić.
Mientras tanto, el nacionalista radical y fascista croata Ante Pavelić, que se había exiliado en la Italia fascista de Benito Mussolini, fue nombrado Poglavnik (líder) de un estado croata Ustacha - el Estado Independiente de Croacia (Nezavisna Država Hrvatska en croata; NDH). El NDH combinó gran parte del territorio de la actual Croacia (excepto Dalmacia e Istria, bajo control italiano), todo el territorio de la actual Bosnia y Herzegovina y partes de la actual Serbia en un "cuasiprotectorado ítalo-alemán". Las autoridades del NDH, encabezadas por la Milicia Ustacha, implementaron políticas genocidas contra la población serbia, judía y gitana que vivía en el nuevo estado. Por lo tanto, surgieron dos movimientos de resistencia en Yugoslavia: los realistas serbios Chetniks, liderados por el Coronel Draža Mihailović, y los multiétnicos Partisanos yugoslavos comunistas, liderados por Josip Broz Tito.
El 29 de agosto de 1941, los alemanes nombraron el Gobierno de Salvación Nacional (Vlada Nacionalnog Spasa en serbio; Влада Националног Спаса) del General Milan Nedić, para reemplazar a la Administración del Comisionado de breve existencia. Nedić, un político del período de entreguerras, creía desde la derrota de Francia en 1940 que los alemanes saldrían victoriosos de la Segunda Guerra Mundial y buscó proteger al pueblo serbio de las represalias alemanas cooperando con el Eje. La resistencia antialemana surgió de inmediato y causó que el Oberkommando der Wehrmacht declare que se ejecutarían 100 serbios por cada soldado alemán muerto y 50 serbios por cada soldado alemán herido. Para octubre de 1941, los alemanes habían ejecutado a más de 25.000 serbios en múltiples matanzas en represalia dentro del territorio ocupado.
Cuando capturaron Belgrado en abril, los alemanes ordenaron a los 12.000 judíos de la ciudad que se presenten ante las autoridades de ocupación. Se emitieron leyes que les prohibían diversas actividades a los judíos, que iban desde ir a restaurantes hasta viajar en tranvía. Se les ordenó a los judíos llevar brazaletes de identificación con la palabra "Judío" (Jevrejin en serbio) estampada en letras negras. Algunos serbios acusaban a los judíos de estar detrás del golpe de Estado que dio lugar a la invasión de Yugoslavia por el Eje y Nedić llegó al extremo de llamar a los Partisanos "una banda criminal judía".

## Descripción

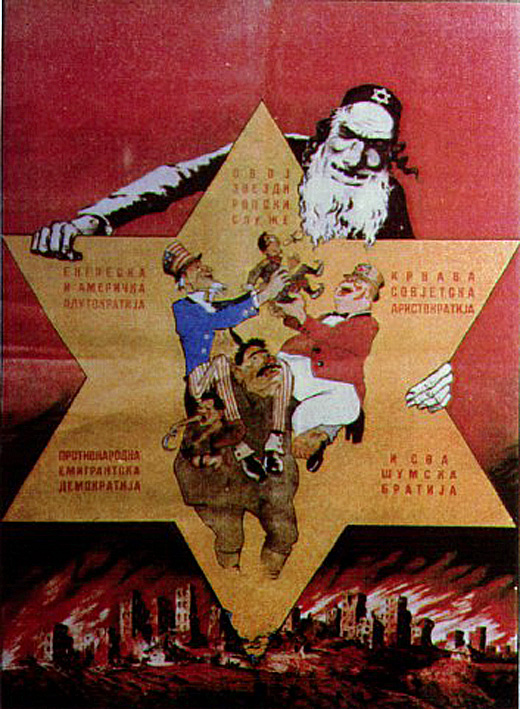
Cartel que muestra al líder Chetnik Draža Mihailović como un agente de Estados Unidos y el Reino Unido, supuestamente bajo control de los judíos.

Esta exposición se inauguró en Belgrado el 22 de octubre de 1941, en la calle Ilija Garašanin 8. Fue organizada por exmiembros de Zbor y buscaba exponer una supuesta conspiración judeo-masónica-comunista para dominar el mundo a través de varias muestras de propaganda antisemita. Fue financiada por los alemanes e inaugurada con el apoyo del líder colaboracionista Milan Nedić. A pesar de ser nominalmente antimasónica, el propósito de la exposición era promover ideas antisemitas e intensificar el odio hacia los judíos. Ciertas muestras estaban destinadas a deshumanizar a los judíos y justificar su exterminio por parte de los alemanes. Otras exhibían propaganda antisemita de la época del Imperio ruso, repitiendo las afirmaciones del libro Los protocolos de los sabios de Sion. Además de las propias muestras, se produjeron grandes cantidades de material de propaganda. Un estimado de 200.000 folletos, 108.000 copias de nueve tipos distintos de sobres, 100.000 octavillas, 60.000 copias de 20 carteles diferentes, 176 películas de propaganda y cuatro estampillas postales diseñadas especialmente para la exposición fueron obsequiados a los visitantes. Los carteles en especial han sido descritos por el historiador Raphael Israeli como "[ofreciendo] un sentimiento del vil gusto de la exposición y el tema de la dominación judía". En general, los historiadores han considerado a la propia exposición como "extraña" y "sumamente antisemita". El autor Philip J. Cohen la describe como "viciosa propaganda antijudía".
Los organizadores de la exposición crearon carteles publicitarios que decían: "Este concepto de exposición será singular no solamente en Serbia y los Balcanes, ni en el sudeste de Europa y en Europa, sino en el mundo". Sin embargo, las imágenes mostradas no eran singulares, ya que habían sido vistas anteriormente en 1937 durante las exposiciones El Eterno Judío en Múnich y Viena. Los diarios serbios colaboracionistas, tales como Obnova (Renovación) y Naša Borba (Nuestra Lucha), escribieron favorablemente sobre la exposición, declarando que los judíos eran "los antiguos enemigos del pueblo serbio" y que "los serbios no deberían esperar a los alemanes para empezar el exterminio de los judíos". Obnova informó que para el 27 de octubre, más de 20.000 personas habían visitado la exposición.
En enero de 1942, las autoridades colaboracionistas serbias emitieron estampillas conmemorativas de la exposición. Las estampillas mostraban a una "Serbia fuerte y victoriosa que triunfa sobre el plan de dominación mundial". Yuxtaponiendo símbolos serbios y judíos, las estampillas mostraban al judaísmo como la fuente de todos los males del mundo al mismo tiempo que promovían la humillación y violenta subyugación de los judíos por parte de los serbios. Las estampillas también aseguraban que cada vez que una persona enviaba una carta, les recordaría que los judíos, masones y comunistas eran los supuestos enemigos del pueblo serbio. La exposición estuvo abierta hasta el 19 de enero de 1942, cuando fue clausurada. Para entonces, se estima que fue visitada por 80.000 personas, inclusive Nedić y algunos de sus ministros.